# FC東京深川グランド
FC東京深川グランド （エフシーとうきょうふかがわグランド）は、東京都江東区猿江にあるサッカーグラウンドで、JリーグFC東京所有である。人工芝のサブグラウンドと同クラブの事務所が併設されている。

## 歴史
元々は東京ガス硬式野球部の練習グラウンド兼、FC東京の前身である東京ガスサッカー部の練習場として使用されていた。全面がサッカーグランドに代わるまでは、面積の約半分が人工芝のサッカーグランドで、1985年には日本代表チームが練習に使用したこともある。
1998年野球チームの品川移転により、野球場であった部分もサッカーグランドに代わった。1999年のヤマザキナビスコカップベスト4で得た賞金をサポーター・ファンに還元する意味も込めて、2000年7月にはメインスタンドが完成。しかし天然芝のグラウンドが1面しかなかったため、2002年より同クラブの練習拠点はより広い敷地面積を有する東京都小平市の小平グランドへ移転した。下部組織（U-15深川・ジュニア向けサッカースクール等）の練習場・試合会場として使用され、アメリカンフットボール・Xリーグ所属の東京ガスクリエイターズの練習拠点としても使用されている。

## 施設概要
- アクセス
  - 都営地下鉄新宿線・東京メトロ半蔵門線住吉駅より徒歩5分
  - 都営バス東22系統で「猿江二丁目」停留所下車、徒歩2分
- 天然芝ピッチ1面
- 人工芝ピッチ1面
- 収容人数：400人（全席座席）
- 照明設備あり